# El Tarter
El Tarter es un pueblo de Andorra perteneciente a la parroquia de Canillo. En 2015 tenía 672 habitantes.

## Descripción
En los meses de invierno se convierte en un pueblo de esquiadores. Se puede practicar esquí a lo largo de los 210 km del área de esquí Grandvalira, la mayor estación de los Pirineos. La estación tiene accesos desde Encamp, Canillo, El Tarter, Soldeu, Grau Roig, Pas de la Casa y Porte des Neiges.
El pueblo está a 1700 m s. n. m. y la cima del área de esquí está a 2580 m. El teleférico, con origen desde el aparcamiento del Tarter, alcanza los 2250 m, donde están ubicadas las escuelas de Snowboarding y esquí, así como algunos restaurantes. Desde este punto es posible acceder a las partes más altas de la estación con las emblemáticas pistas "Miquel" o "Llop".
En los días que hay mayor precipitación de nieve la estación ofrece un servicio de transporte por retrac a esquiadores a pistas de difícil acceso y de alta dificultad técnica.
Aunque si bien hay un importante número de bares y restaurantes dando un ambiente animado, el pueblo está más orientado a la familia que el pueblo vecino de Soldeu.

## Patrimonio
En este lugar se encuentra la iglesia de Sant Pere del Tarter.